# Планты имени Флориана Новацкого
Планты им. Флориана Новацкого в Кракове — старейший парк в Подгуже, расположенный вблизи впадения реки Вильги в Вислу между улицами Владислава Варненчика, Сокольской, Кароля Ролла, Яна Длугоша на площади Эмиля Серковского.
Создавался в 1868—1888 гг. по инициативе Флориана Новацкого (общественного деятеля и бургомистра Подгужа, бывшего в то время отдельным городом) на месте засыпанного средневекового королевского пруда
На Плантах им. Флориана Новацкого находится установленный в 1898 г. обелиск, посвящённый Максимилиану Сила-Новицкому — зоологу, профессору Ягеллонского университета, исследователя флоры и фауны Татр, пионера охраны природы в Польше, соучередителя Польского Товарищества Татр (пол. Polskie Towarzystwo Tatrzańskie), основателя первой польской организации рыболовов.